# Chipindo
Chipindo és un municipi de la província de Huíla. Té una extensió de 3.896 km² i 61.385 habitants segons el cens de 2014. Comprèn les comunes de Chipindo i Bambi. Limita al nord amb els municipis de Caála i Tchicala Tcholohanga, a l'est amb el municipi de Cuvango, al sud amb el municipi de Jamba, i a l'oest amb els municipis de Chicomba i Caconda. La major part de la població és de parla umbundu.